# كوري دكتورو
كوري دكتورو (بالإنجليزية: Cory Doctorow)‏ (و. 1971 – م) هو كاتب خيال علمي، ومدون، ومحرر (نشر)، وصحفي، وكاتب، وكاتب عمومي من كندا . ولد في تورونتو

## أعمال بارزة
من أهم أعماله:
- Down and Out in the Magic Kingdom
- Little Brother.

وهو كاتب منتظم في مجلة ميك.

## مناصب وهيئات
أدار الجامعة المفتوحة، ومنظمة الجبهة الإلكترونية، وجامعة جنوب كاليفورنيا، وBoing Boing.

## جوائز وترشيحات
حصل على جوائز منها:
- John W. Campbell Memorial Award for Best Science Fiction Novel، عن عمل:Little Brother (2009)
- EFF Pioneer Award (27 مارس 2007)[29]
- Locus Award for Best First Novel، عن عمل:Down and Out in the Magic Kingdom (2004)
- جائزة جون كامبل جورج لأفضل كاتب جديد (2000).

ترشح لـ:
- جائزة هوجو لأفضل نوفيلا (2009)
- John W. Campbell Memorial Award for Best Science Fiction Novel، عن عمل:Little Brother (2009)
- جائزة هوغو لأفضل رواية، عن عمل:Little Brother (2009)
- Nebula Award for Best Novel، عن عمل:Little Brother (2008)
- Locus Award for Best Fantasy Novel، عن عمل:Someone Comes to Town, Someone Leaves Town (2006)
- Hugo Award for Best Novelette، عن عمل:I, Robot (2006)
- Locus Award for Best Science Fiction Novel، عن عمل:Eastern Standard Tribe (2005)
- Nebula Award for Best Novel، عن عمل:Down and Out in the Magic Kingdom (2004)
- جائزة لوكس لأفضل قصة قصيرة (2004)
- Locus Award for Best First Novel، عن عمل:Down and Out in the Magic Kingdom (2004)
- Nebula Award for Best Novelette (2003).

## روابط خارجية
- كوري دكتورو على موقع IMDb (الإنجليزية)
- كوري دكتورو على موقع الموسوعة البريطانية (الإنجليزية)
- كوري دكتورو على موقع ميوزك برينز (الإنجليزية)
- كوري دكتورو على موقع إن إن دي بي (الإنجليزية)
- كوري دكتورو على موقع ديسكوغز (الإنجليزية)
- كوري دكتورو على موقع قاعدة بيانات الفيلم (الإنجليزية)